# Казахские Шибаниды
Шибаниды (каз. Шибан-Төре) — род потомков Чингисхана, составлявших высшее сословие аристократической элиты, потомки Шибана, пятого сына Джучи от главной жены.

## История
Казахстанские исследователи отмечают, что в составе казахской знати присутствуют не только представители тука-тимуридской линии чингизидов, но и потомки Шибанидов. Речь идёт, в частности, о потомках аральского хана XVIII века Сатемира (Шах-Темира) и его двоюродного брата, хорезмского хана Ильбарса. Также в Казахстане оказались каракалпакские Шибаниды. Эти родственные линии, происходящие от Шибана брата Бату — попали на территорию Казахстана в разное время и по разным историческим причинам.

## ДНК
Шибаниды (потомки Сатемира (Шах-Темира), аральского хана XVIII века имеют схожие Казахским Тука-Тимуридам гаплогруппу (С3-старкластер).

## Численность
В конце 19 века и начале 20 века в Казахской степи:
- Из дома Сатемир хана проживало: 90 мужчин чингизидов и около 100 чингизидок[1].
- Из дома Ильбарс хана проживало: 60 чингизидов[1].
- Из дома Каракалпакских Шибанидов: ?

## Представители
1. Сатемир хан
2. Алауша султан
3. Казый султан
4. Губайдоллы султан
5. Амир Мендияров султан
6. Тажмухамед Рысалиев султан
7. Бабин султан
8. Асфандияр султан
9. Ильбарс хан
10. Достали султан
11. Газиз-Мухаммед
12. Мухаммед-Рахим
13. Сафар Шибанид
14. Джангир Шибанид
15. Шахгази